# 阿伊特巴哈
阿伊特巴哈（阿拉伯语：‎，提非納文字：ⴰⵢⵜ ⴱⴰⵀⵔⴰ），是摩洛哥的城鎮，位於該國中北部，由蘇斯-馬塞大區負責管轄，是希圖卡阿伊特巴哈省的首府，面積1.95平方公里，海拔高度565米，2014年人口5,668，人口密度每平方公里2,907人。